# GB-Viren
Die GB-Viren sind eine nicht-taxonomische Gruppe behüllter einzelsträngiger RNA-Viren mit positiver Polarität. Sie werden mittlerweile in vier verschiedene Spezies (A, B, C, D) unterteilt, die sich bezüglich ihres Wirtes und ihrer Pathogenität unterscheiden und verschiedenen Gattungen innerhalb der Familie Flaviviridae zugeordnet werden. Die Bezeichnung GB leitet sich von den Initialen des ersten Patienten ab, bei dem 1996 eine Isolierung des Virus gelang. Damals wurde die Isolation beim Menschen fälschlicherweise mit einer Hepatitis in Zusammenhang gebracht, woher noch die alte Bezeichnung Hepatitis-G-Virus (HGV) herrührt. Seit man bei Affen sehr ähnliche Viren (GBV-A und GBV-B) entdeckte, wird die menschliche Variante als GB-Virus C (GBV-C) bezeichnet.

## GB-Virus A
Das GB-Virus A (GBV-A) wurde in sechs Spezies von Neuweltaffen gefunden, unter anderem in Tamarinen der Gattung Saguinus. Sie verursachen keine Hepatitis, auch nicht bei Infektion von nicht natürlich infizierten Primaten. Das GBV-A kann experimentell durch Blut übertragen werden, der natürliche Übertragungsweg ist jedoch nicht bekannt. Im Genom des GBV-A fehlt im Vergleich zu den Hepaciviren komplett das Gen für ein Kapsidprotein. Es wird als Spezies Pegivirus platyrrhini (veraltet Pegivirus A) der Gattung Pegivirus zugeordnet.

## GB-Virus B
Das GB-Virus B (GBV-B) ist eng mit dem Hepatitis-C-Virus (offiziell  Hepacivirus platyrrhini, HCV) verwandt, aber noch deutlich als eigene Virusspezies abgegrenzt. Das GBV-B ist als Hepacivirus B gleichfalls der Gattung Hepacivirus zugeordnet. Es wurde wie GBV-A in Neuweltaffen (ebenfalls Tamarinen der Gattung Saguinus) und auch in Schimpansen nachgewiesen. Bisher wurde nur ein Isolat des GBV-B gefunden, das in Tamarinen und Nachtaffen eine kurzzeitige, selbstlimitierende Hepatitis verursacht. GBV-B wird als Spezies Hepacivirus platyrrhini (veraltet Hepacivirus B) der Gattung Hepacivirus zugeordnet.

## GB-Virus C
Das GB-Virus C (GBV-C, auch Human pegivirus, HPgV) kommt ebenfalls beim Menschen vor. Es wird als Spezies Pegivirus homini (veraltet Pegivirus C) der Gattung Pegivirus zugeordnet. Das GBV-C wurde 1996 fälschlicherweise als eigenständiger Erreger einer sogenannten Hepatitis G (HGV) angesehen. Das 9,4 kb große RNA-Genom verfügt über einen offenen Leserahmen (open reading frame, ORF), der für die Hüllproteine E1 und E2 sowie für die Nichtstrukturproteine NS2, NS3, NS4A, NS4B, NS5A und NS5B codiert.
Die Infektion mit GBV-C beim Menschen kommt etwas häufiger in Zusammenhang mit einer Hepatitis-C-Infektion vor und ist vor allem unter Drogenabhängigen verbreitet. Unklar ist, welche Bedeutung dieses Virus beim Menschen hat, denn es gilt als unwahrscheinlich, dass es eine eigenständige Erkrankung verursacht. Sicher ist die Infektion nicht mit einer Hepatitisinfektion assoziiert, wie zunächst vermutet wurde.
Der einzige klinische Effekt, der gezeigt werden konnte, ist, dass HIV-Infizierte, bei denen GBV-C nicht nachweisbar ist, eine höhere HIV-Replikation zeigen als solche, bei denen GBV-C vorhanden ist. Es sieht also so aus, als ob HIV-Patienten mit GBV-C eine längere Lebenserwartung haben als Patienten ohne GBV-C, aber der beobachtete Effekt könnte auch auf andere Unterschiede zurückzuführen sein. Dieser suppressive Effekt des GBV-C auf HIV ist in seinem Mechanismus völlig ungeklärt. Derzeit wird aktiv nach den Auswirkungen des Virus auf das Immunsystem bei Patienten, die mit GBV-C und HIV koinfiziert sind, geforscht.

### GB-Virus Citro
GBV-Citro ist ein Subtyp von Pegivirus homini (syn. Pegivirus C) und infiziert Schimpansen.

## GB-Virus D
Das GB-Virus D (GBV-D) infiziert Fledermäuse und wird als Spezies Pegivirus pteropi (veraltet Pegivirus B) zusammen mit GBV-A und C in die Gattung Pegivirus gestellt.

## Übertragung
Die Übertragung der GB-Viren geschieht über Blut und Blutprodukte und möglicherweise durch Kontaktinfektion beziehungsweise Schmierinfektion.

## Diagnose
Zum Nachweis der spezifischen Antikörper existierte kurzzeitig ein kommerzieller Test, der jedoch nach der Widerlegung eines Zusammenhangs mit einer Hepatitis wieder vom Markt genommen wurde. Die Virus-RNA des GBV-C kann bei wissenschaftlichen Fragestellungen in Speziallabors nachgewiesen werden.